# Грунендейк, Ян

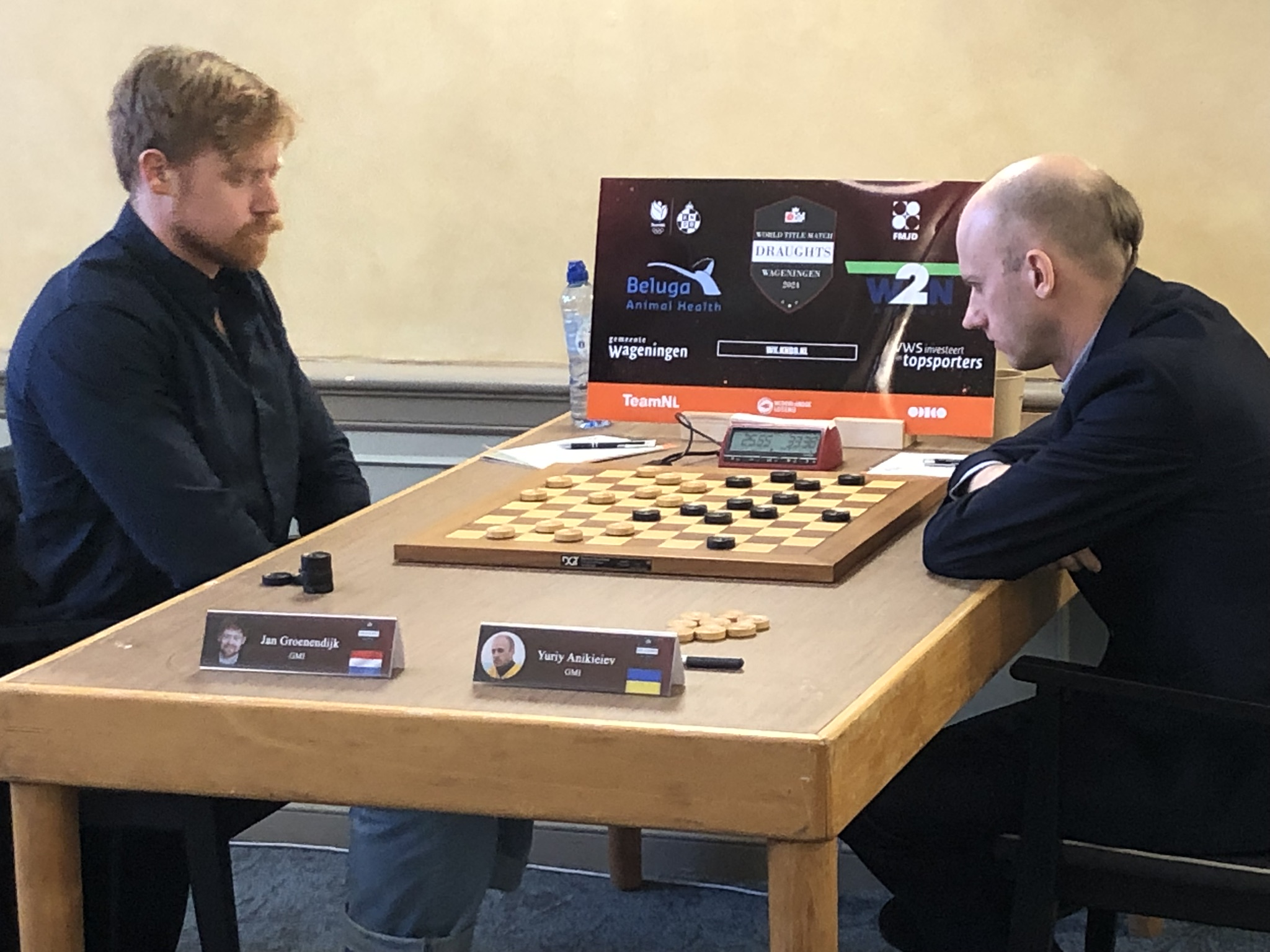
Ян Грунендейк во время матча за титул чемпиона мира (2024 год).

Ян Грунендейк (нидерл. Jan Groenendijk; род. 7 сентября 1998 года в г. Вагенинген, Нидерланды) — нидерландский шашист, чемпион мира 2024 и 2025 годов, серебряный призёр чемпионата мира по международным шашкам, победитель командного чемпионата мира (2022, 2024) в составе сборной Нидерландов, двукратный чемпион Европы (2022, 2024), четырёхкратный чемпион Нидерландов (2020, 2022, 2023, 2024). Международный гроссмейстер. Выступает за клуб  WSDV Wageningen. FMJD-Id: 16349.

## Спортивные достижения
Чемпион Европы среди надежд 2008.
Чемпион Европы среди мини кадетов 2010.
Чемпион Нидерландов 2020 и 2022 годов.
Чемпион Нидерландов среди юниоров 2012.
На чемпионате Европы в 2012 году занял 26 место, в 2014 году занял 9 место, в 2018 — 11 место.
В 17-летнем возрасте принял участие в чемпионате мира 2015 года и стал серебряным призёром.
Победитель международного турнира «Салоу Опен» в 2015 году.
В 2016 году уступил Рулу Бомстра в матче за звание чемпиона мира.
На чемпионате мира по международным шашкам 2017 года занял 7 место в полуфинале Б.
На чемпионатах мира 2019 и 2021 годов занимал четвёртое место.
В 2022 году стал чемпионом Европы и повторил свой успех в 2024 году.
В 2023 году стал серебряным призёром чемпионата мира.
В 2024 году победил в матче за титул чемпиона мира.
В 2025 году победил на чемпионате мира в Яунде.

## Чемпионат мира
- 2015 (2 место)
- 2016 (матч) (2 место)
- 2017 (7 место в полуфинале B)
- 2019 (4 место)
- 2021 (4 место)
- 2023 (2 место)
- 2024 (матч) (1 место)
- 2025 (1 место)

## Чемпионат Европы
- 2012 (26 место)
- 2014 (9 место)
- 2018 (11 место)
- 2022 (1 место)
- 2024 (1 место)